# KY Cygni
KY Cygni ist ein Roter Überriese der Spektralklasse M3.5 Ia im Sternbild Schwan. Er ist einer der größten bekannten Sterne mit etwa dem 1500-fachen Sonnendurchmesser. Außerdem ist er auch einer der hellsten Sterne. Aufgrund früherer Messungen wurde die Entfernung zu KY Cygni auf etwa 5000 Lichtjahre geschätzt. Daten von Gaia DR2 deuten auf eine geringere Distanz von etwa 3500 Lichtjahren hin.
Das Spektrum des Sterns ist extrem in den roten Bereich verschoben. Daher hat er im visuellen Bereich (V-Band) eine scheinbare Helligkeit von lediglich 13.5 Magnituden. Seine G-Band-Magnitude beträgt bereits Magnitude 7 und im infraroten J-Band hat er eine hohe Helligkeit von Magnitude 2,6.
Der Namensteil „KY“ folgt den Regeln zur Benennung veränderlicher Sterne und besagt, dass KY Cygni der 258. veränderliche Stern ist, der im Sternbild Schwan entdeckt wurde.